# يوانيه سوماريبا
يوانيه سوماريبا أرولا (بالإسبانية: Joane Somarriba)‏ (بالإسبانية: Joane Somarriba Arrola، ولدت في 11 أغسطس 1972، غيرنايكا-لومو، بيسكاي، إسبانيا) دراجة إسبانية.
حازت على الميدالية الذهبية في بطولة العالم للدراجات الهوائية على الطريق عام 2003، كما فازت بسباق طواف فرنسا 3 مرات عام 2000
و 2001 و2003، وبطواف إيطاليا عام 1999 و2000.

## إنجازاتها

### بطولة العالم للدراجات الهوائية على الطريق
- 2002 زولدير  بلجيكا:  ميدالية برونزية في سباق الدراجات الهوائية على الطريق.
- 2003 هاميلتون  كندا:  ميدالية ذهبية في سباق الدراجات الهوائية على الطريق ضد عقارب الساعة (Time Trial).
- 2005 مدريد  إسبانيا:  ميدالية فضية في سباق الدراجات الهوائية على الطريق ضد عقارب الساعة (Time Trial).

### سباق الطوافات الكبرى
- طواف فرنسا
  - 2000:  بطلة طواف فرنسا.
  - 2001:  بطلة طواف فرنسا.
  - 2002: المرتبة الثالثة بطواف فرنسا.
  - 2003:  بطلة طواف فرنسا.
- طواف إيطاليا
  - 1999:  بطلة طواف إيطاليا.
  - 2000:  بطلة طواف إيطاليا.
  - 2003: المرتبة الثالثة بطواف إيطاليا.
  - 2005: المرتبة الثانية بطواف إيطاليا.

## روابط خارجية
- يوانيه سوماريبا على موقع الاتحاد الدولي للدراجات (الإنجليزية)
- يوانيه سوماريبا على موقع أرشيف الدراجات (الإنجليزية)
- يوانيه سوماريبا على موقع إحصائيات الدراجات الإحترافية (الإنجليزية)
- يوانيه سوماريبا على موقع CycleBase (الإنجليزية)
- يوانيه سوماريبا على موقع أوليمبيديا (الإنجليزية)